# Lithia Springs
Lithia Springs é uma cidade localizada no estado americano de Geórgia, no Condado de Douglas.

## Demografia
Segundo o censo americano de 2000, a sua população era de 2072 habitantes.

## Geografia
De acordo com o United States Census Bureau tem uma área de 5,7 km², dos quais 5,7 km² cobertos por terra e 0,0 km² cobertos por água.

## Localidades na vizinhança
O diagrama seguinte representa as localidades num raio de 16 km ao redor de Lithia Springs.